# Rio Salleron
Salleron é um rio localizado na França.